# Johan Fredrik Kryger
Johan Fredrik Kryger, född 26 augusti 1707 i Alte Fehr på Rügen, död 10 februari 1777 i Stockholm, var en nationalekonomisk och politisk skriftställare.
Johan Fredrik Kryger föddes i Rügen som son till kyrkoherden Fredrik Andreas Krüger. Han kom, efter slutade universitetsstudier i Greifswald, 1733 till Stockholm, där han blev huslärare och handsekreterare hos far och son friherrarna Strömfelt. Antagen till notarie i sekreta handels- och manufakturdeputationen vid 1746-47 års riksdag, väckte Kryger uppmärksamhet genom en Berättelse om fabrikernas tillstånd. Han utnämndes till andre kommissarie vid Manufakturkontoret, en befattning som tillkom för hans skull och för att gynna industrin, och blev 1770, vid detta ämbetsverks sammanslagning med Kommerskollegium, tjänstgörande kommerseråd samt kort därefter ledamot av Tabellkommissionen. Hans framskridna år och en tilltagande sjuklighet föranledde honom att begära sitt avsked 1772, varefter han avled i Stockholm den 16 februari 1777.
Kryger utgav 1751 tidskriften "Den välmenande patrioten", 1767-68 veckoskriften "Den förnuftige fritänkaren" och samma år, i förening med Carl Christoffer Gjörwell d.ä., månadsskriften "Stats- och hushållsjournal". Dessutom författade han Naturlig theologi (3 band, 1744-53) samt en mängd politiska och nationalekonomiska broschyrer, vilka vittna inte mindre om hans goda språkbehandling än om hans levande intresse för de inhemska näringarnas förkovran. Edvard Fredrik Runeberg skrev ett åminnelsetal över Kryger 1780.
1755 invaldes Kryger som svensk ledamot nummer 146 av Kungliga Vetenskapsakademien. "Den välmenande patrioten", som han efter den förenämnda tidskriften gemenligen kallades, var en av sin tids produktivaste författare och har, utom sina journaler, efterlämnat mer än femtio avhandlingar och broschyrer i politiska och statsekonomiska ämnen.